# Estado-Maior-General das Forças Armadas

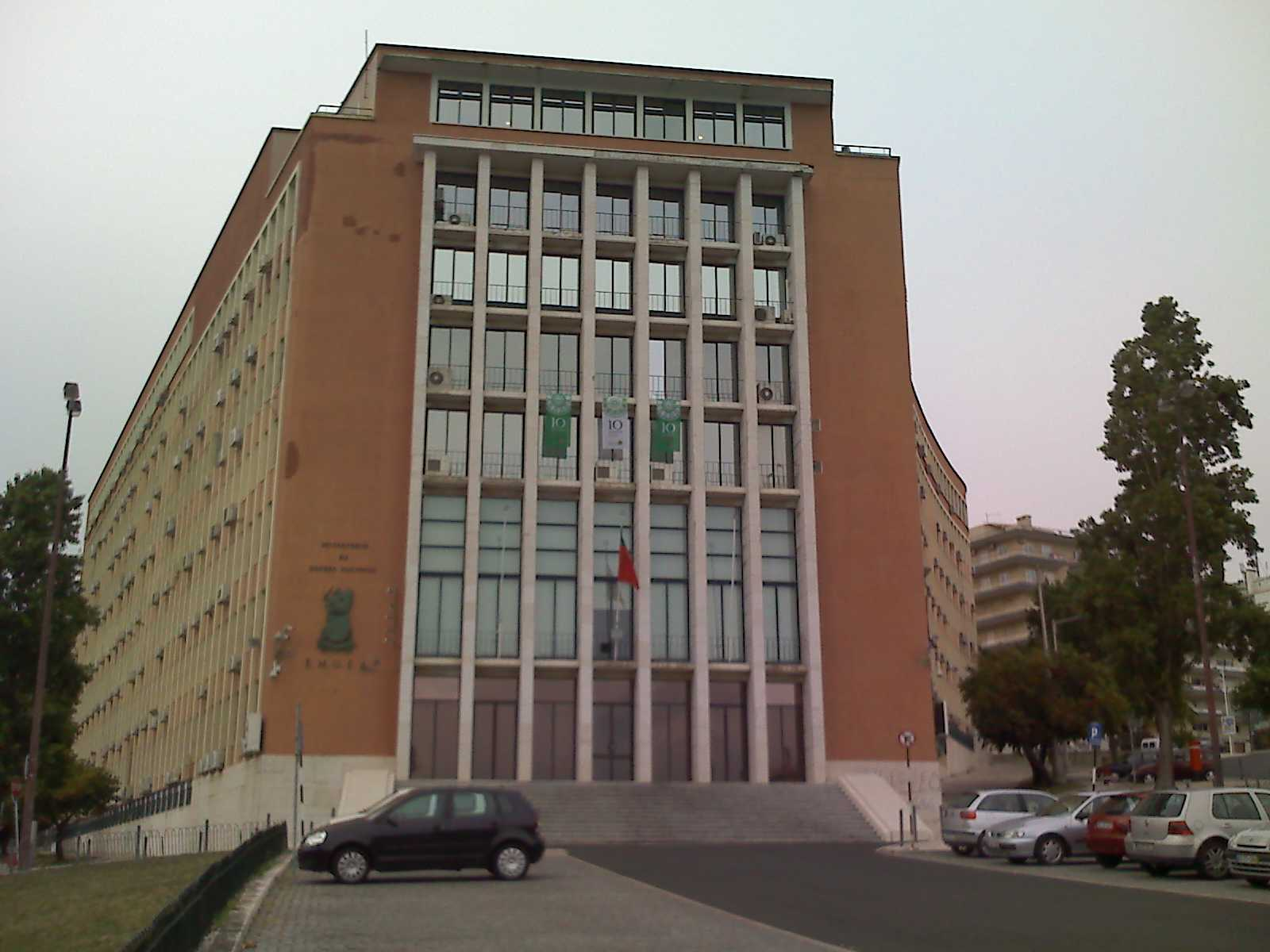
Sede do EMGFA e do Ministério da Defesa Nacional, na Avenida da Ilha da Madeira, em Lisboa.

O Estado-Maior-General das Forças Armadas (EMGFA) é o órgão militar superior da República Portuguesa e tem por atribuições o planeamento, a direção e o controlo do emprego das suas Forças Armadas no cumprimento das missões e tarefas operacionais que a estas incumbem. O EMGFA - juntamente com a Marinha, o Exército e a Força Aérea - constitui as Forças Armadas de Portugal. 

## Estrutura
O EMGFA está integrado na administração direta do Estado, através do Ministério da Defesa Nacional e compreende:
- Chefe do Estado-Maior-General das Forças Armadas (CEMGFA)
- Estado-Maior Conjunto (EMC)
- Comando Conjunto para as Operações Militares (CCOM)
- Comandos operacionais dos Açores (COA) e da Madeira COM)
- Centro de Comunicações e Informação, Ciberespaço e Espaço (CCICE)
- Centro de Informações e Segurança Militares (CISMIL)
- Direção de Saúde Militar (DIRSAM)
- Direção de Finanças (DIRFIN).

Na dependência direta do CEMGFA, existem ainda os seguintes órgãos, regulados por legislação própria:
- Instituto Universitário Militar (IUM)
- Hospital das Forças Armadas (HFAR)
- Missões militares no estrangeiro.

Em estado de guerra e na dependência do CEMGFA, podem ser constituídos comandos-chefes, com o objetivo de permitir a condução de operações militares. Os respetivos comandantes-chefes dispõem das competências, forças e meios que lhes forem outorgados por carta de comando.

### Chefe do Estado-Maior-General das Forças Armadas
O Chefe do Estado-Maior-General das Forças Armadas (CEMGFA) é o comandante operacional das Forças Armadas de Portugal.
Constitui o principal conselheiro do ministro da Defesa Nacional e o chefe de mais elevada hierarquia das Forças Armadas, tendo na sua dependência - para todos os assuntos militares - os chefes dos estados-maiores da Armada, do Exército e da Força Aérea. O CEMGFA é o responsável pelo planeamento e implementação da estratégia militar, respondendo perante o Governo pela capacidade de resposta militar das Forças Armadas.
O CEMGFA é um general ou almirante de um dos três ramos das Forças Armadas nomeado pelo Presidente da República, sob proposta do Governo. Nos seus impedimentos, é substituído pelo chefe do estado-maior do ramo em funções há mais tempo.

### Estado-Maior Conjunto
O Estado-Maior Conjunto (EMC) é o órgão que assegura o planeamento, direção e controlo da execução da estratégia da defesa militar e o apoio à decisão do CEMGFA. É chefiado pelo chefe do Estado-Maior Conjunto, com o posto de tenente-general ou vice-almirante, na dependência direta do CEMGFA e que se relaciona diretamente com os vice-chefes de estado-maior dos diversos ramos.
O EMC é constituído por:
- Chefe do Estado-Maior Conjunto (CEMC)
- Divisão de Planeamento Estratégico Militar (DIPLAEM)
- Divisão de Recursos (DIREC)
- Divisão de Inovação e Transformação (DIT)
- Unidade de Gestão da Informação, Documentação e Arquivo (UGIDA).

### Comando Conjunto para as Operações Militares
O Comando Conjunto para as Operações Militares (CCOM) tem como incumbência a de assegurar o exercício, pelo CEMGFA, do comando operacional das forças e meios da componente operacional do sistema de forças, em todo o tipo de situações e missões das Forças Armadas, exceto as do âmbito dos serviços de busca e salvamento marítimo e aéreo. É chefiado por um tenente-general ou vice-almirante, designado "2º comandante operacional das Forças Armadas", na dependência direta do CEMGFA. Encontra-se instalado no complexo do Reduto Gomes Freire em Oeiras, construído originalmente para abrigar o COMIMBERLANT e que sedeou o Comando Conjunto de Lisboa da OTAN até à sua extinção em 2012.
O CCOM é constituído por:
- 2.º comandante operacional das Forças Armadas (2COMOP)
- Estado-Maior do Comando Conjunto para as Operações Militares (EMCCOM)
- Centro de Operações Conjunto (COC)
- Núcleo permanente da Força de Reação Imediata (FRI)
- Núcleo permanente da Companhia Geral de Cooperação Civil-Militar (CGERCIMIC)
- Núcleo permanente do Agrupamento Logístico Conjunto (ALC)
- Célula de Planeamento de Operações Especiais (CPOE)
- Centro de Avaliação, Certificação e Lições Aprendidas (CACLA)
- Unidade Nacional de Verificações (UNAVE)
- Unidade de Apoio ao Reduto Gomes Freire (UNAPRGF)
- Órgãos de apoio, incluindo Gabinete do Comando, Posto de Controlo e Secretaria.

No âmbito das suas atribuições, o CCOM exerce autoridade de coordenação sobre:
- Comando Operacional dos Açores
- Comando Operacional da Madeira
- Comando das Operações de Ciberdefesa
- Centro de Informações e Segurança Militares
- Comando Naval (comando de componente naval)
- Comando das Forças Terrestres (comando de componente terrestre)
- Comando Aéreo (comando de componente aérea)

### Comandos operacionais e comandos-chefes
Os comandos operacionais e comandos-chefes, diretamente dependentes do CEMGFA, destinam-se a garantir o planeamento, treino e emprego operacional das forças que lhes forem atribuídas.
Em permanência, existem os comandos operacionais dos Açores e da Madeira, responsáveis pelas forças dos três ramos das Forças Armadas que guarnecem respetivamente os arquipélagos dos Açores e da Madeira.
Os comandos-chefes são constituídos para permitir a condução de operações militares em caso de guerra, sendo-lhes outorgada uma carta de comando que define as suas competências, forças e meios.

## História
O atual Estado-Maior-General das Forças Armadas foi criado a 24 de agosto de 1974, mas tem origem no anterior Secretariado-Geral da Defesa Nacional (SGDN), cuja primeira encarnação surge em 1935 e a segunda em 1950.
O Secretariado-Geral da Defesa Nacional foi pela primeira vez criado no âmbito da lei de bases da organização superior da defesa nacional de 1935. Constituía um secretariado permanente, dependendo diretamente do Presidente do Conselho de Ministros, servindo como o seu órgão de trabalho para as questões da defesa nacional. Era dirigido por um oficial general do Exército ou da Armada (ou coronel/capitão de mar e guerra caso pertencesse ao serviço de estado-maior), designado "secretário-geral da defesa nacional". Para além de dirigir o SGDN, o secretário-geral também exercia por inerência as funções de secretário do Conselho Superior de Defesa Nacional, do Conselho Superior da Direção da Guerra e do Conselho Superior Militar. Conforme fosse oficial do Exército ou da Armada, o secretário-geral era coadjuvado por um oficial superior do outro ramo, designado "secretário adjunto da defesa nacional".
Em 1950, no âmbito da alteração da orgânica do Governo, é realizada uma reestruturação da organização superior da defesa nacional, tendente a implementar um comando unificado dos vários ramos das Forças Armadas (Exército, Armada e a prevista Força Aérea), até aí totalmente separados e com pouca coordenação entre si. É criado o cargo de ministro da Defesa Nacional, responsável pela coordenação da política militar, pelas altas questões da defesa e pela coordenação dos três ramos das Forças Armadas. Como órgão de trabalho do ministro da Defesa Nacional é novamente instituído o Secretariado-Geral da Defesa Nacional, dirigido por um oficial general hierárquicamente superior aos restantes oficiais generais de terra, mar e ar, designado "Chefe do Estado-Maior-General das Forças Armadas (CEMGFA)". O CEMGFA passava a ter a competência de inspetor superior de todas as forças armadas, assumindo funções que até então estavam divididas pelas majorias-generais do Exército e Armada, as quais são extintas. Competia ao SGDN transmitir e executar as instruções do ministro da Defesa Nacional relativamente à coordenação das atividades dos ministérios da Marinha e Exército e subsecretariado de Estado da Aeronáutica, estudar os altos problemas da defesa nacional para exame e deliberação dos conselhos superiores de Defesa Nacional e de Direção da Guerra e elaborar ou promover a elaboração dos planos correspondentes às decisões do ministro ou dos altos órgãos da defesa nacional, acompanhando-os na sua execução. Competia-lhe também dirigir a preparação da defesa do espaço aéreo e defesa civil do território, bem como servir de órgão central de estudo da preparação e execução da mobilização civil.
Ao longo das décadas de 1950, 1960 e 1970, o SGDN vai sofrendo várias atualizações em termos de organização e atribuições, sobretudo a partir do início da Guerra do Ultramar. Em 1969, no âmbito de uma dessas atualizações, prevê-se a sua remodelação de modo a constituir o Estado-Maior-General das Forças Armadas.
Em 1974, é efetivada a criação do Estado-Maior-General das Forças Armadas na dependência do CEMGFA.
A 10 de junho de 2021, foi agraciado com o grau de Membro-Honorário da Ordem Militar de Cristo. A 3 de setembro de 2024, foi agraciado com o grau de Membro-Honorário da Ordem Militar da Torre e Espada, do Valor, Lealdade e Mérito.

## Lista dos Chefes do Estado-Maior-General das Forças Armadas
1. General Aníbal César Valdez de Passos e Sousa - de 5 de agosto de 1950 a 6 de dezembro de 1951
2. Contra-almirante Manuel Ortins Torres de Bettencourt - de 12 de dezembro de 1951 a 9 de fevereiro de 1955
3. General Júlio Carlos Alves Dias Botelho Moniz - de 3 de março de 1955 a 13 de agosto de 1958
4. General José António da Rocha Beleza Ferraz - de 22 de agosto de 1958 a 12 de abril de 1961
5. General Manuel Gomes de Araújo - de 13 de abril de 1961 a 3 de dezembro de 1962
6. General Piloto-Aviador Venâncio Augusto Deslandes - 16 de agosto de 1968 a 4 de setembro de 1972
7. General Francisco da Costa Gomes - de 5 de setembro de 1972 a 13 de março de 1974
8. General Joaquim da Luz Cunha - de 19 de março de 1974 a 28 de abril de 1974
9. General Francisco da Costa Gomes - de 29 de abril de 1974 a 13 de julho de 1976
10. General António dos Santos Ramalho Eanes - de 14 de julho de 1976 a 16 de fevereiro de 1981
11. General Nuno Viriato Tavares de Melo Egídio - de 17 de fevereiro de 1981 a 18 de fevereiro de 1984
12. General piloto-aviador José Lemos Ferreira - de 1 de março de 1984 a 8 de março de 1989
13. General António da Silva Osório Soares Carneiro - de 29 de março de 1989 a 25 de janeiro de 1994
14. Almirante António Carlos Fuzeta da Ponte - de 21 de fevereiro de 1994 a 9 de março de 1998
15. General Gabriel Augusto do Espírito Santo - de 17 de março de 1998 a 8 de agosto de 2000
16. General piloto-aviador Manuel José Alvarenga de Sousa Santos - de 12 de agosto de 2000 a 23 de agosto de 2002
17. Almirante José Manuel Garcia Mendes Cabeçadas - de 4 de novembro de 2002 a 5 de dezembro de 2006
18. General Luís Vasco Valença Pinto - de 5 de dezembro de 2006 a 4 de fevereiro de 2011
19. General piloto-aviador Luís Evangelista Esteves de Araújo - de 7 de fevereiro de 2011 a 6 de fevereiro de 2014
20. General Artur Neves Pina Monteiro - de 7 de fevereiro de 2014 a 1 de março de 2018
21. Almirante António Manuel Fernandes da Silva Ribeiro - de 1 de março de 2018 a 1 de março de 2023
22. General José Nunes da Fonseca - desde 1 de março de 2023